# جی‌وارد پروداکشنز
شرکت جِی‌وارد پروداکشنز (به انگلیسی: Jay Ward Productions, Inc.) یک استودیوی پویانمایی آمریکایی است که در لس آنجلس کالیفرنیا مستقر است. این استودیو در سال ۱۹۴۸ توسط انیمیشن ساز آمریکایی، جی وارد تأسیس شد و بیشتر برای فرانچایزهای راکی و بالوینکل و جورج جنگل بود.
حقوق استفاده از ساخته‌های جی وارد پروداکشنز توسط استودیو بالوینکل، سرمایه‌گذاری مشترک بین جی وارد پروداکشنز و دریم ورکس انیمیشن مدیریت می‌شود.